# ۵۹۹ (میلادی)

## رویدادها
- کلوتار دوم شاه نوستریا (و بعدتر شاه فرانک‌ها) در جنگ با عموزادگانش تئودریک دوم از بورگوندی و تئودبرت دوم از اوسترازیا پیروز شد.